# Pascal-Alex Vincent
Pascal-Alex Vincent (Montargis, ...) è un regista e sceneggiatore francese.

## Biografia
Dopo aver studiato letteratura e storia del cinema presso l'Università di Parigi III, si è dedicato alla fotografia durante il servizio militare a Bourges.
In seguito si è dedicato alla distribuzione in Francia del cinema classico giapponese per la società Alive. Per quasi dieci anni parteciperà alla scoperta e diffusione dei film diretti tra gli altri da Mizoguchi, Ozu, Kurosawa, Naruse, Ichikawa.
Nel 2000 ha girato un cortometraggio per la casa di produzione Local Films, Les Résultats du Bac, che è stato selezionato in numerosi festival, e trasmesso in televisione anche da France 2 e pubblicato su DVD. Il film affronta il destino di tre ragazzi e prende spunto dal musical di animazione giapponese Hollywood.
Il suo cortometraggio successivo, Far West del 2002 partecipa a numerosi festival, e viene trasmesso da Arte. Il film è ispirato al j-pop (pop giapponese) nel suo utilizzo della musica e dei caratteri tipografici. Far West ha vinto numerosi premi, tra cui il premio della gioventù a Festival di Oberhausen in Germania e il premio HBO Festival Gay e Lesbiche di Seattle (USA).
Nel 2004 ha firmato per Canal + Hollywood malgré lui, un tour commedia nel quadro della serie "Voilà comment tout a commencé".
Nel 2005 il suo cortometraggio Bébé requin è in concorso al festival di Cannes per la palma d'oro al miglior cortometraggio. La pellicola ha intenzioni sperimentali e inusuali ed è un omaggio ai cineasti Gus van Sant e Larry Clark.
Nel 2007 si imbatte in un film d'animazione, Candy Boy. Questo cortometraggio riprende la serie giapponese Candy Candy ed è presentato al Festival di Cannes 2007 nella sezione Quinzaine des Réalisateurs.
Nel 2008, Pascal-Alex Vincent finisce Dammi la mano (Donne-moi la main), il suo primo lungometraggio, girato per le strade di Francia e Spagna e ispirato ai film road-movies statunitensi degli anni settanta del XX secolo. La pellicola racconta la storia dei gemelli Antoine e Quentin che attraversano la Francia per recarsi al funerale della madre a nei Paesi Baschi. Durante il lungo viaggio, in cui si imbattono in diverse avventure, si separeranno a causa del loro differente carattere e orientamento sessuale.
Nel 2009, Canal + gli ha affidato la realizzazione di Adorama, un programma dedicato ai ragazzi in onda alle 14:30 che mostra ritratti di adolescenti in giro per tutta la Francia.
Nella primavera del 2009, ha girato il cortometraggio Tchernobyl.
Nel 2010 ha iniziato a lavorare a Tokyo per realizzare Miwa: alla ricerca della lucertola nera, un documentario sull'attore e cantante giapponese Akihiro Miwa.

## Filmografia
- 1998 : Thomas trébuche
- 2001: Les Résultats du Bac
- 2003: Far West
- 2004: Hollywood malgré lui
- 2005: Bébé Requin
- 2007: Candy Boy
- 2008: En attendant demain
- 2009: Dammi la mano (Donne-moi la main)
- 2009: Tchernobyl
- 2009: Adorama (TV)
- 2009: En Colo
- 2010: Miwa: à la recherche du Lézard Noir
- 2014 : Avec mes plans réguliers, jai confiance[1]